# جنير رايت
جنير رايت (بالإنجليزية: Gunner Wright)‏ هو ممثل أمريكي، ولد في 26 أغسطس 1973 في الولايات المتحدة.

## أعمال

### أفلام
- (2011) جيه إدغار

## وصلات خارجية
- جنير رايت على موقع IMDb (الإنجليزية)
- جنير رايت على موقع قاعدة بيانات الفيلم (الإنجليزية)